# 克日什托夫·利耶夫斯基
克日什托夫·利耶夫斯基（波蘭語：Krzysztof Lijewski，1983年7月7日—），波兰男子手球运动员。他曾代表波兰参加2008年和2016年夏季奥林匹克运动会手球比赛，分别获得第五名和第四名。